# リンス

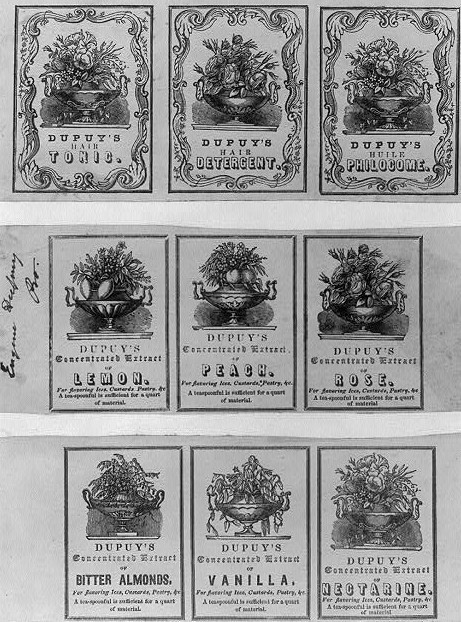
Dupuy社製の9種のヘアケア製品を宣伝する、19世紀の広告

リンス（rinse）は、頭髪用の浴用化粧品の一種。ヘアケア製品の一種である。ヘアリンスともいう。

## 概要
リンスは基本的に油分の補給あるいは髪のもつれをほぐす機能をもつ。リンスには、毛髪のごわつきを抑えて櫛どおりをなめらかにする、毛髪をしなやかにしてツヤを出す、静電気の発生を抑える、毛髪の保護といった効果がある。
リンスは洗髪後の毛髪を整えやすくする機能をもち、シャンプーが洗浄機能をもつのに対して、リンスは吸着機能をもつ。リンスの主成分は髪を柔らかくしなやかにするカチオン性活性剤のほか、脂肪分の補給やコンディショニング目的で油分が配合されている。
コンディショナー（ヘアコンディショナー）との違いについてメーカー間に統一の定義はないが、いずれも髪の表面を整える作用するものを指す。統計などでは「リンス・コンディショナー」と区分されている。製品販売上は保湿成分に比重がある製品などにコンディショナーが用いられることがある。
「リンス」（rinse）は英語で「すすぐ」の意味から来ている。製造技術が発達していない時代、シャンプーは石鹸に近いアルカリ性の成分だったため、洗髪後にアルカリ成分が付着しキューティクルが開いてしまい､これを中和するため最後に酸性の水溶液（クエン酸等）で髪をすすぐ必要があったことに由来する。その習慣から派生した日本特有の意味である。
なお、ヘアケア製品にはリンスとは別にトリートメントがあるが、リンスは主にキューティクル（毛表皮）に作用して髪の表面に膜を作るのに対し、トリートメントは主にコルテックス（毛皮質）に作用して髪の内部に油分その他の成分を染み込ませるものである。

## リンスインシャンプー
1980年代末には、リンスとシャンプーを一緒にして利便性を高めたリンスインシャンプーが登場した。